# San José de las Montañas
San José de las Montañas är en ort i Mexiko.   Den ligger i kommunen Candelaria och delstaten Campeche, i den sydöstra delen av landet, 900 km öster om huvudstaden Mexico City. San José de las Montañas ligger 64 meter över havet och antalet invånare är 247.
Terrängen runt San José de las Montañas är platt, och sluttar söderut. Runt San José de las Montañas är det glesbefolkat, med 11 invånare per kvadratkilometer. Närmaste större samhälle är Haro, 16,7 km nordväst om San José de las Montañas. I omgivningarna runt San José de las Montañas växer i huvudsak städsegrön lövskog.